# Дордив
Дордив (фр. Dordives) је насељено место у Француској у региону Центар, у департману Лоаре.
По подацима из 2011. године у општини је живело 3054 становника, а густина насељености је износила 201,19 становника/km².

## Демографија
| 1962. | 1968. | 1975. | 1982. | 1990. | 2011. |
| ----- | ----- | ----- | ----- | ----- | ----- |
| 912   | 1.015 | 1.381 | 1.941 | 2.388 | 3.054 |